# Anastasiya Gánina
Anastasiya Andréyevna Gánina –en ruso, Анастасия Андреевна Ганина– (Moscú, 8 de enero de 1985) es una deportista rusa que compite en piragüismo en la modalidad de aguas tranquilas. Ganó una medalla de plata en el Campeonato Mundial de Piragüismo de 2011 y dos medallas en el Campeonato Europeo de Piragüismo entre los años 2011 y 2013.

## Palmarés internacional
| Campeonato Mundial | Campeonato Mundial          | Campeonato Mundial | Campeonato Mundial |
| Año                | Lugar                       | Medalla            | Competición        |
| ------------------ | --------------------------- | ------------------ | ------------------ |
| 2011               | Szeged (Hungría)            | Medalla de plata   | C2 500 m           |
| Campeonato Europeo |                             |                    |                    |
| Año                | Lugar                       | Medalla            | Competición        |
| 2011               | Belgrado (Serbia)           | Medalla de bronce  | C2 500 m           |
| 2013               | Montemor-o-Velho (Portugal) | Medalla de plata   | C2 500 m           |